# Òpera txeca

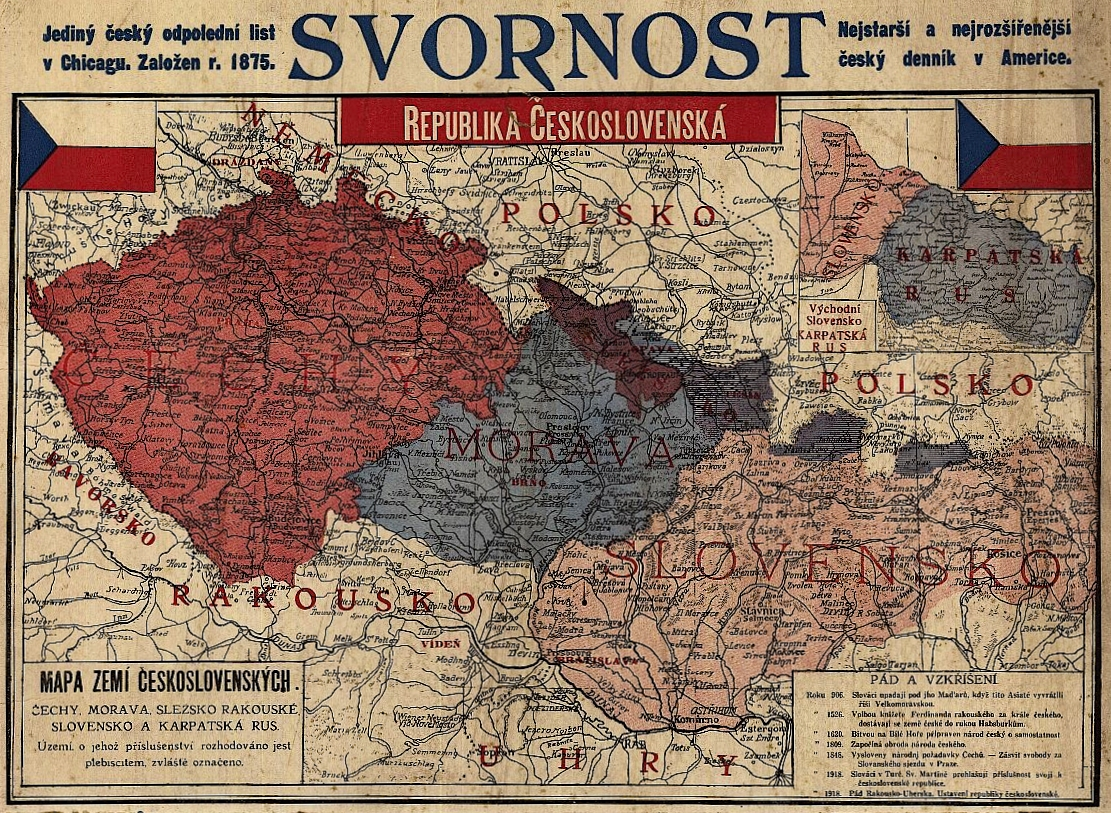
Mapa de la República Txeca de 1875

L'òpera txeca és tota òpera escrita per un compositor d'origen txec, bàsicament de Bohèmia i Moràvia, escrita en l'idioma txec.
Després que els antics regnes de Bohèmia, Moràvia i Eslovàquia fossin annexionats per l'imperi austríac el 1526, Praga i Brno van caure sota la influència de la cultura de Viena. El poble txec va estar dominat durant segles per la casa dels Habsburg, de parla alemanya, i la identitat txeca i la seva llengua havien quedat en un segon terme, quan no reprimides. Per si no n'hi hagués prou, el govern austríac va publicar un decret el 1777 on s'obligava a utilitzar en qualsevol tipus de representació teatral l'idioma germànic. Un altre decret, aquest de 1809, prohibeix els espectacles en llengua txeca.
Un exemple del domini complet de l'alemany sobre el txec el trobem en que tots els principals compositors, des de Smetana (1824-1884) fins a Janáček (1854-1928), van rebre la formació escolar en alemany. També, de vegades, fins i tot el nom dels compositors s'«alemanyitzaven». La primera gramàtica txeca escrita per Josef Dobrovský (1809) i el primer volum de la història txeca feta per František Palacký (1836), tots dos considerats els iniciadors del renaixement nacional txec, tots dos van ser escrits en alemany.
La repressió dels Habsburg, recolzada sobre una xarxa catòlica, va multiplicar les espoliacions i els exilis forçats, va comportar la desaparició gairebé completa de les classes mitjanes, petita burgesia cultivada i burgesia avançada. La cultura nacional -història, llengua i música- va restar només en les classes desfavorides, que varen continuar el contacte permanent amb els músics locals, anomenats kantors.

## El regne dels italians
La música i l'òpera en concret havien format part de la vida del poble txec. Mentre la música folklòrica txeca va sobreviure en les comunitats rurals, a Praga s'escoltava òpera, italiana naturalment, des de 1627, i durant el segle següent van arribar a la capital nombroses companyies d'òpera procedents de Venècia. Una òpera d'Antonio Draghi, Pazienzia di Socrate (1660), marca un dels primers temps forts d'aquesta conquesta operística italiana.
Els músics de Bohèmia havien adquirit un notable prestigi en l'Europa del segle xviii i molts van treballar en les corts nobiliàries d'Àustria i Alemanya. Com a autors locals s'havien distingit alguns autors per la seva atenció en la tradició, com era el cas de František Václav Míča (1694-1744) i Jan-Jakub Ryba (1765-1815), que va compondre una Missa pastoralis bohemica (1796) per al dia de Nadal, que encara és popular al seu país.
La primera òpera en italià sobre un tema txec representada a Bohèmia va ser La Libussa (1702) de Bartolomeo Bernardi. L'expansió de l'òpera italiana durant el segle xviii va portar a la construcció de petits teatres en els castells nobiliaris, on eren representades per companyies italianes augmentades per músics locals. A destacar la representació que es va fer al castell de Jaroměřice, propietat de Questenberg, el 1730, L'origine di Jaromeriz in Moravia de Míča, que va ser la primera òpera de la qual es va imprimir una traducció en txec.
A Praga, l'organització d'òperes va rebre un impuls quan es va obrir, el 1739, el teatre públic Kotcích al barri antic, que es dedicà tant al teatre com a l'òpera. Totalment en mans d'italians, va acollir òperes bàsicament de compositors italians amb un petit nombre de compositors txecs, com Il Bellerofonte (1767) de Josef Mysliveček o Allexandre nell' Indie (1769) de Jan Antonín Koželuh, però sempre en italià. Aquest teatre va estar actiu fins al 1783, moment en què es va obrir un de nou al costat de la universitat construït pel mecenes František Antonín Nostic-Rieneck. Aquest teatre va adquirir celebritat sobretot quan Mozart hi va estrenar les òperes Don Giovanni (1787) i La clemenza di Tito (1791), escrites també en italià.
La dominació italiana es va acabar el 1807 amb la dissolució de la companyia, reemplaçada per una d'alemanya, amb un breu passatge com a director de Carl Maria von Weber, entre 1813 i 1816, en el qual l'esperança de veure néixer una òpera txeca va seguir estroncada..

## Primeres òperes

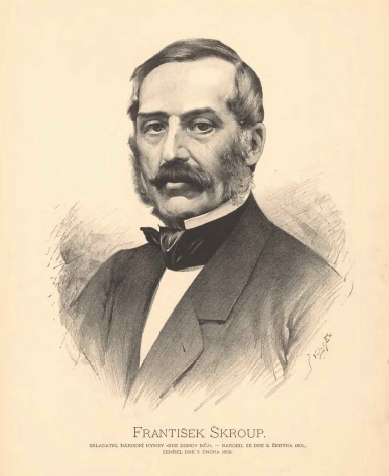
František Škroup, autor de la primera òpera en txec Dráteník (1826)

El 1826, František Škroup (1801-1882), gran admirador de les òperes wagnerianes, va presentar Dráteník (El llauner ambulant), amb llibret de Josef Krasoslav Chmelenský, considerada la primera òpera en txec. Amb clares influències de Weber, va ser un èxit sense precedents i va elevar al compositor a la fama que sobreviu fins als nostres dies. En va compondre diverses més, amb textos alemanys que va combinar amb altres de txecs, però és sobretot reconegut pel seu cant Kde domov můj (On és la meva pàtria?), pertanyent a l'òpera La festa dels sabaters, que es convertí en l'himne del poble txec. Va compondre diverses òperes més, amb textos alemanys que va combinar amb altres de txecs, entre les que cal citar Oldrich i Bocena (1828), Les noces de Libusse (1835), Cestmir (1835), basada en personatges llegendaris de Bohèmia, o també Don Cesar i la bella Magelona (1852).
Aquest pas no va ser suficient per seduir a la burgesia, totalment habituada a l'òpera italiana i a les primeres òperes alemanyes que arribaven. L'alemany havia esdevingut l'única llengua oficial, que va suplantar totalment al txec en les classes urbanes.
A mitjan segle xix es produeix un procés de conscienciació sobre els valors de la música i literatura propis en certs països europeus. Un dels més prematurs en aquest terreny va ser Bohèmia, que més tard va adquirir nacionalitat pròpia com Txecoslovàquia, que actualment està dividit en República Txeca i Eslovàquia. La Revolució Francesa de 1789 havia causat una commoció no tan sols en les monarquies europees sinó també al poble, en rebre la influència de les noves idees liberals que s'anaven imposant. Els intel·lectuals txecs, músics i literats, van començar a conrear un sentiment nacionalista, que si bé no va aconseguir desbancar el poder dels Habsburg en principi, si que va despertar aquest mateix sentiment al poble.
El 1848 noves revoltes van agitar Europa, i hi va haver un renaixement del nacionalisme txec. Les derrotes d'Àustria el 1859, contra Itàlia, i el 1866, contra Prússia, varen afeblir l'imperi i un relaxament sobre el control cultural a Bohèmia. Es va abolir l'esclavitud i la ciutat de Praga va incrementar el seu nombre d'habitants amb les migracions que provenien de les àrees rurals, amb el que l'idioma txec es va començar a sentir molt més. El sentiment nacionalista era cada vegada més fort i els txecs es van unir per contribuir econòmicament a la construcció d'un Teatre Nacional.

## Smetana i el Teatre Provisional

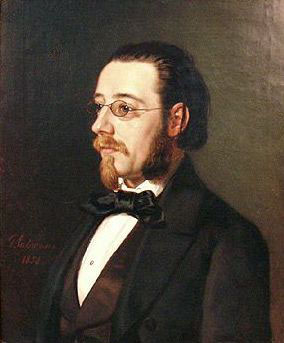
Bedřich Smetana, considerat el pare de l'òpera txeca, en un retrat de 1854

Bedřich Smetana es considera el «pare de l'òpera txeca». Amb l'ajuda del compositor i pianista hongarès Franz Liszt va crear en 1848 una escola de música a Praga. En desacord amb la dominació austríaca a Bohèmia, el 1856 va acceptar un lloc a Göteborg, Suècia, per dirigir la Filharmònica d'aquesta ciutat, càrrec en el qual va romandre fins al 1861, que retorna definitivament a Praga.

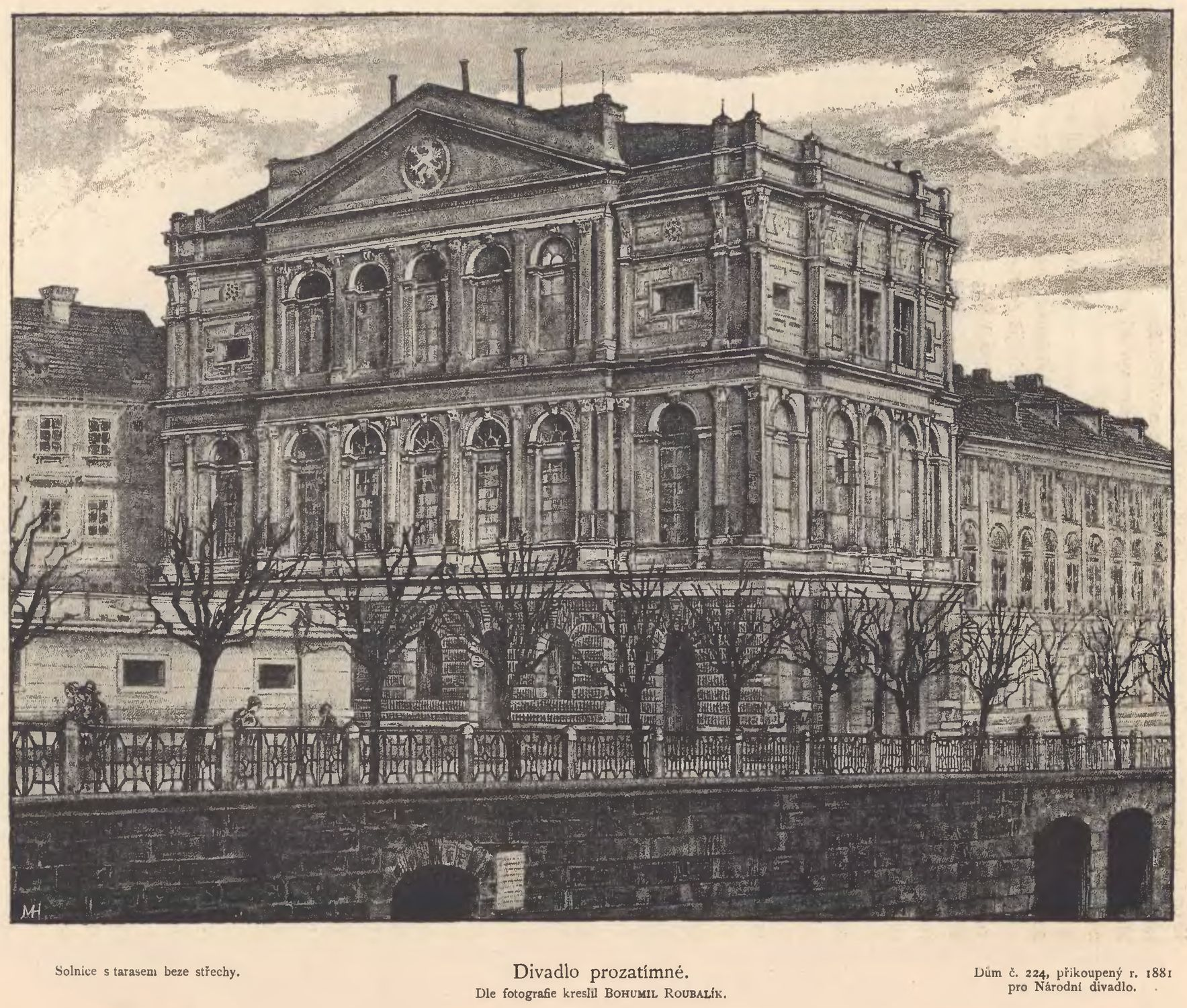
El Teatre Provisional de Praga, primer teatre dedicat íntegrament a l'òpera txeca

El Teatre Provisional de Praga es va inaugurar el 18 de novembre de 1862 per a representacions d'òpera, teatre i ballet txecs. Va funcionar durant vint anys, durant els quals s'hi van fer unes 5.000 funcions. Es va construir per començar la tradició d'estrenar òperes en txec, en competència amb el Teatre oficial de l'Estat, en el qual s'hi representaven obres i singspiel en alemany. En aquest moment es considera que va néixer l'òpera txeca. La primera òpera que s'hi representà va ser Les Deux Journées de Cherubini, cantada en txec.
Smetana va ser l'ànima d'aquest teatre i, el 1866, hi va estrenar la seva primera «òpera patriòtica» Els brandenburguesos a Bohèmia, composta el 1863 per un concurs d'òpera escrita en txec patrocinat per l'aristòcrata Jan von Harrach, i que descrivia els horrors de l'ocupació estrangera, tot i que d'una època anterior als Habsburg. Pocs mesos després s'estrenà la seva òpera La núvia venuda, romanç rural ple de melodies i balls folklòrics.
Smetana va patir malauradament un clima enrarit per rivalitats processionals i polítiques mentre va ser director musical del teatre Provisional des de 1866 fins a l'octubre de 1874, moment que va quedar totalment sord. Alliberat de les seves funcions del teatre i de la polèmica que causava, es dedica llavors febrilment a la composició, suportant heroicament, com el seu col·lega Beethoven, la seva sordesa irreversible. Va aportar vuit òperes, tres pertanyen a un historicisme deliberat -Els brandenburguesos a Bohèmia (1866), Dalibor (1868), Libuše (1881)-, i la resta -Les dues vídues (1873), El bes (1875), El secret (1878), El mur del diable (1882)- estan marcades per una escènica nacional, generalment camperola, entre les quals La núvia venuda ha quedat com el millor exemple. A principis de 1884 és internat al manicomi de Praga, on mor el 12 de maig d'aquest any.

## Dvořák i Fibich: l'èxit

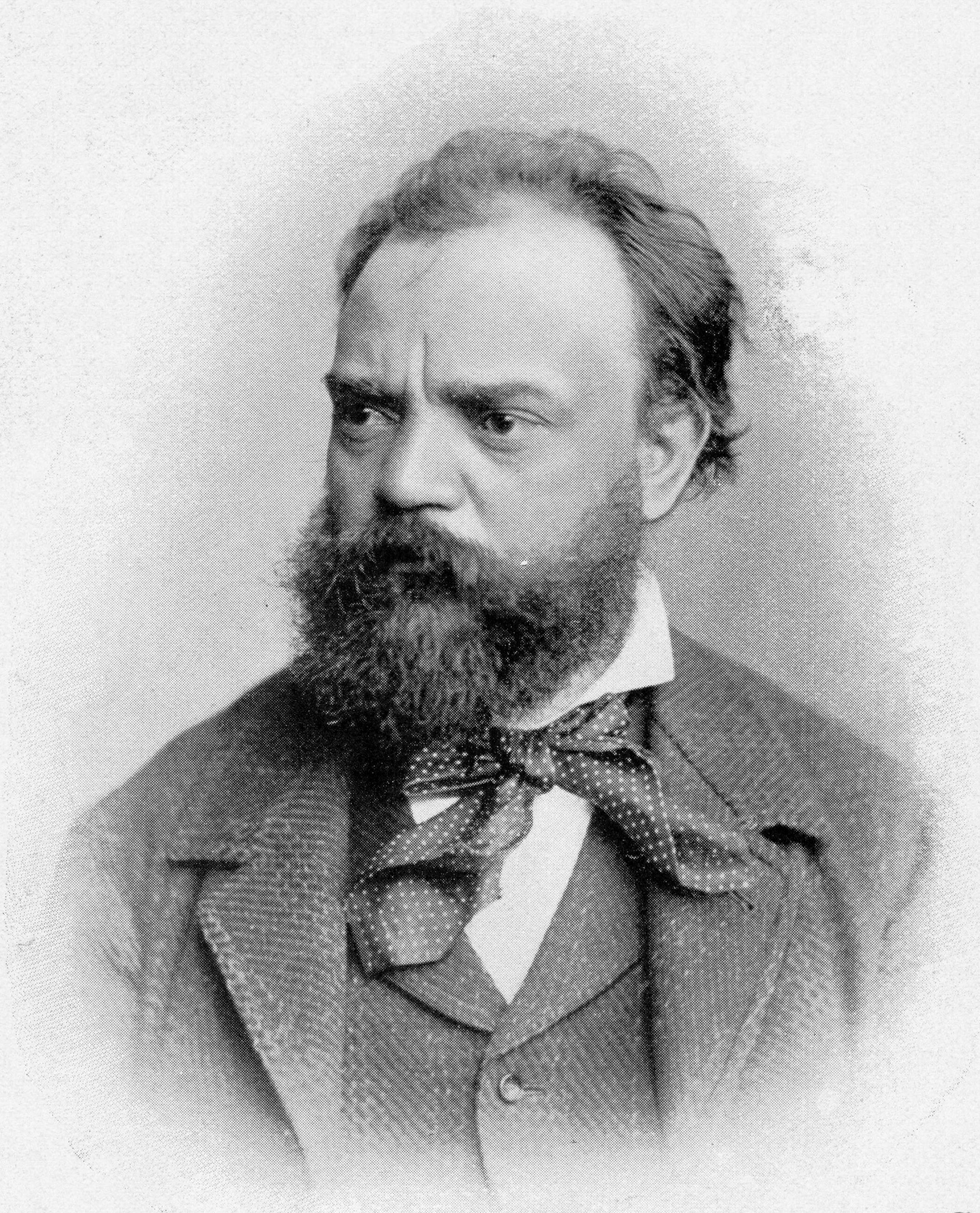
Antonín Dvořák, fidel als corrents musicals nacionalistes, s'inspirà sovint en el folklore bohemi, eslovac i moravi.

Al costat de Smetana, la contribució més important va ser la d'Antonín Dvořák que, en les deu òperes de les quals és autor, aborda el gènere històric -Alfred (1870), Vanda (1875), Dimitrij (1882)-, també temes més lleugers inspirats en escenes camperoles -El rei i el carboner (1874), Els amants obstinats (1874), El camperol astut (1877)-, jugant de vegades amb el registre burlesc -El diable i Catalina (1899)-, o sota una inspiració romàntica o de fades -El jacobí (1889), Armida (1904)-. La seva obra mestra incontestable és Rusalka (1901), on concilia màgia poètica amb encanteri musical. Dvořák va morir relativament jove encara en plena activitat compositiva i ja convertit en el compositor nacional txec per excel·lència, amb permís de Smetana.
Amb el superb èxit de Rusalka, Dvořák va culminar la renovació musical de la qual van veure compositors de primer ordre com Zdeněk Fibich, autor de melodrames cèlebres com Hipodamia (1891) i sis òperes, de les quals sobresurten La nuvia de Messina (1884) i Šárka (1898), o bé també Josef Bohuslav Foerster, compositor de la primera obra realista o naturalista Eva (1905).

## Janáček i Martinů: la innovació
El canvi de segle s'efectua amb l'aparició de nous corrents, propers al verisme italià, al naturalisme francès i al realisme rus, que posen fi al wagnerisme que tanta polèmica va provocar a Bohèmia, i de la qual Smetana en fou la principal víctima. Va ser en el moment en què Dvořák estava estrenant les seves últimes òperes, que un compositor moravià de cinquanta anys, Leoš Janáček, es va donar a conèixer a Brno amb l'òpera Jenůfa (1904). Aquesta òpera va tardar en ser valorada, però després ha sigut la seva obra més valorada. Hi va mostrar la relació existent entre la melodia i el llenguatge parlat, reproduint les inflexions pròpies de la llengua txeca, el que s'ha anomenat «música de llenguatge parlat», concepte que va posar en pràctica sobretot en la seva música instrumental. Aquí, Janáček segueix bastant fidelment els patrons veristes italians, encara que amb la distància oportuna. Durant aquesta òpera, el compositor va perdre la seva filla, fet que li va causar un immens dolor.
La dedicació de Janáček ve prendre diversos camins, entre ells la recerca de les característiques de la música protoeslava. Es tractava d'una síntesi entre els treballs de Hermann von Helmholtz sobre els fenòmens de l'acústica i la percepció musical, i les seves pròpies descobertes sobre el terreny en matèria d'etnomusicologia i de filologia. Va establir un enllaç dinàmic entre la tradició i el progrés, esforçant-se en acostar el més possible l'expressió musical i la veritat del llenguatge. Janáček concebia les seves obres en funció dels caràcters, de les situacions i del marc escenogràfic, en nom d'un realisme poètic d'una rara eficàcia emocional.
Janáček va dedicar veritables esforços a la creació operística, adaptant-la sempre al seu punt de vista humanístic, és a dir, tractant d'apel·lar en les seves narracions musicals el sentiment humà i l'estudi de les seves peculiaritats. Tot això ho va fer dins d'un marc nacionalista. Després de Jenůfa, van arribar El destí (1904), Les excursions del Sr. Brouček (1920), Kàtia Kabànova (1921), La rabosa astuta (1924), Šárka (1925), El cas Makropoulos (1926), De la casa dels morts (1930). Janáček va morir dos anys abans d'aquesta darrera estrena i va tardar bastant temos a ser reconegut com un dels grans compositors operístics del segle xx.
La seva forta personalitat va eclipsar altres compositors de renom, com l'alumne de Dvořák, Vítězslav Novák, professor del conservatori de Praga durant trenta anys (1909-1939), que influí sobre les noves generacions de compositors txecs i que amb l'òpera Lucerna va preferir una estètica més antiquada no mancada d'encant.